# Contexte social

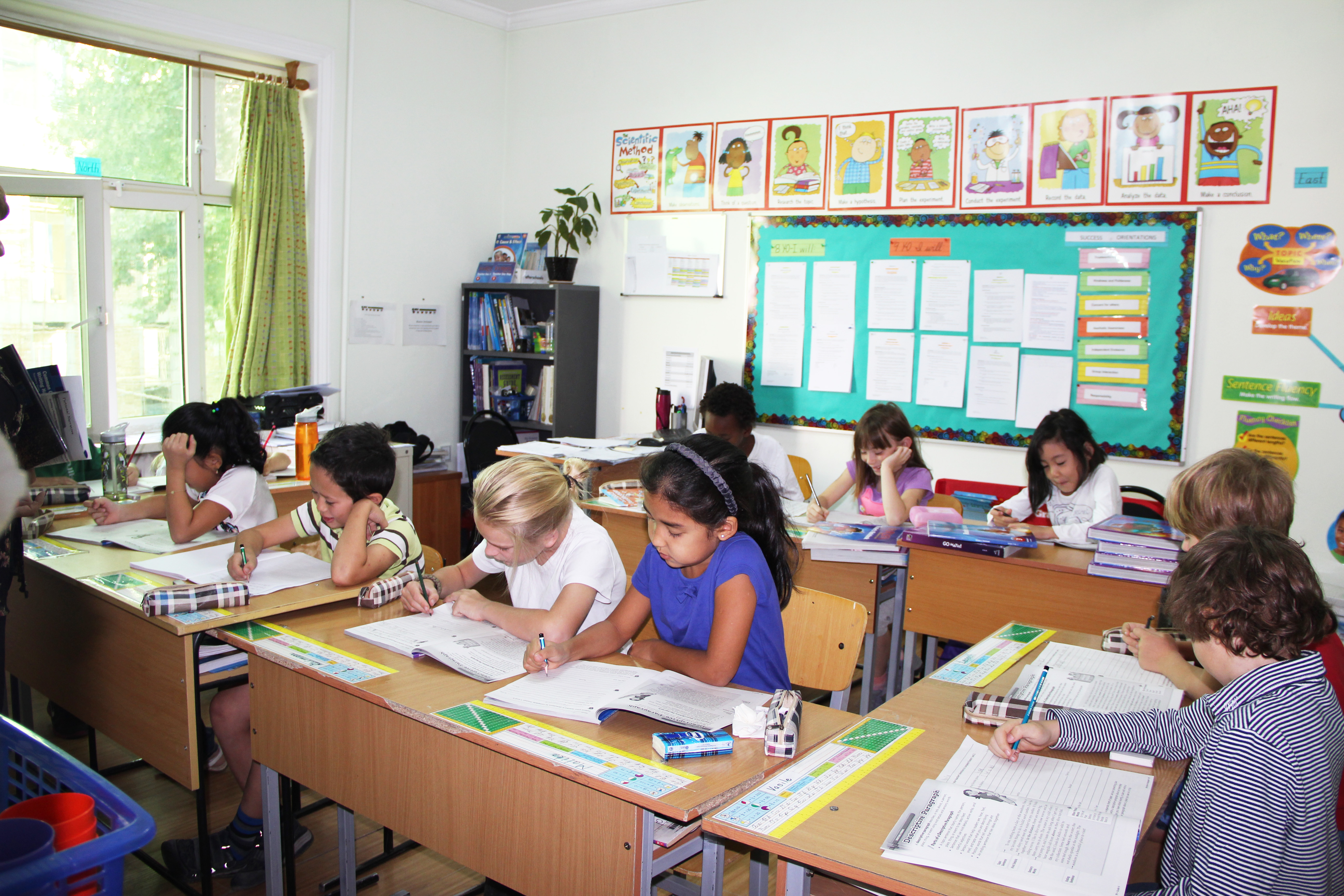
Élèves évoluant dans un contexte social spécifique.

Le contexte social, le climat social, l'environnement social, ou le milieu social fait référence à l’environnement physique et social immédiat dans lequel se produit une situation donnée.

## Définitions
Bien que les termes soient assez similaires, le milieu et l'environnement social n'implique pas nécessairement de prendre en compte l'histoire; ce que permet la notion de « contexte  ».  Il sera alors question de contexte « historique » ou « sociohistorique ».  
- Contexte social : Permet de prendre en compte l'historicité, permettant de situer dans le temps et l'espace, les situations et ou les acteurs.
- Milieu social : Désigne un environnement spécifique tel que le milieu universitaire, le milieu familial…
- Environnement social : Plus usité en sciences de la santé, il exclut ce qui relève de l'environnement biophysique, dans l'étude des facteurs de risque en santé publique pour désigner ce qui relève du social ; c'est-à-dire d'éléments culturels, politiques, économiques, relationnels, géographique…

En psychologie sociale l'auto-catégorisation implique des cognitions entre soi, les autres ainsi que le contexte social.

### Netdom
En sociologie des réseaux, un « netdom » (pour network-domain) est similaire à la notion de contexte social tel que présentée chez Georg Simmel via sa notion de cercle social,.

## Déterminant social de santé
Les personnes les plus pauvres ont une espérance de vie plus courte et sont plus souvent malades que les riches, en en cherchant la cause depuis plus de 30 ans, cette disparité est aujourd'hui vue comme relevant principalement de l'environnement social.
L’environnement social est un déterminant social de santé qui a en conséquence un effet sur la santé. Il comprend  les  conditions de vie et de travail, la situation financière, le bagage éducatif et les groupes sociaux dont une personne fait partie. 
Pour l'INSPQ (Centre d'expertise et de référence en santé publique), l'environnement social implique principalement les réseaux et le soutien social d'une part, et d'autres par les stéréotypes et l'exclusion sociale. Selon les études, l'environnement social compte pour 50% des facteurs déterminants en santé publique.